# Stone cold
『'stone cold（ストーンコールド）』は、FictionJunctionの3作目のシングル。2011年8月3日、FlyingDogよりリリースされた。

## 概要
TVアニメ、セイクリッドセブンのOPテーマ曲。
曲を書き下ろした梶浦由記によると、作品にあわせてデジタル音を多用した、力のある曲に仕上げたとのこと。

## 収録曲
1. stone cold
  - 作詞・作曲・編曲：梶浦由記
  - テレビアニメ『セイクリッドセブン』オープニングテーマ
2. ひとりごと
  - 作詞・作曲・編曲：梶浦由記
3. stone cold 〜Instrumental〜
4. ひとりごと 〜Instrumental〜